# Jonasz (Wasiljewski)
Jonasz, imię świeckie: Joann Siemionowicz Wasiljewski, także: Wasilewski (ur. 7 lutego?/18 lutego 1763 w Kałudze, zm. 10 czerwca?/22 czerwca 1849) – rosyjski biskup prawosławny.

## Życiorys
Edukację na poziomie podstawowym odebrał w monasterze św. Laurentego w okolicach Kaługi, następnie kształcił się w Seminarium Pierierwińskim. Dzięki wysokim wynikom w nauce mógł przenieść się do seminarium przy Ławrze Troicko-Siergijewskiej, które w trakcie jego studiów zostało przekształcone w Moskiewską Akademię Duchowną. Uczelnię tę ukończył w 1790. Dwa lata później został wyznaczony na kapłana cerkwi Zmartwychwstania Pańskiego w Kałudze. W 1803 otrzymał godność protoprezbitera. Rok wcześniej zmarła jego żona. 
W 1807 złożył wieczyste śluby mnisze i został podniesiony do godności archimandryty. Rok później objął stanowisko rektora seminarium duchownego w Kałudze oraz przełożonego Lutykowskiego Monasteru Trójcy Świętej w Pieriemyszlu. Od 1810 do 1812 służył w Petersburgu, przez ostatni rok w charakterze inspektora i ekonoma Petersburskiej Akademii Duchownej.
29 marca 1812 miała miejsce jego chirotonia na biskupa tambowskiego. W kwietniu 1821 roku został przeniesiony na katedrę astrachańską, zaś w październiku wyznaczony egzarchą Gruzji, co oznaczało również mianowanie stałym członkiem Świątobliwego Synodu Rządzącego. W 1828 otrzymał godność metropolity. W 1832 został zwolniony z urzędu egzarchy. Wrócił do Petersburga i do końca życia zamieszkiwał w Ławrze Aleksandra Newskiego z prawem uczestnictwa w pracach Synodu. Zmarł w 1849 i został pochowany w cerkwi Fiodorowskiej Ikony Matki Bożej w kompleksie Ławry.